# Virtual Pro Wrestling 2: Ōdō Keishō
 (octobre 2019).
Si vous disposez d'ouvrages ou d'articles de référence ou si vous connaissez des sites web de qualité traitant du thème abordé ici, merci de compléter l'article en donnant les références utiles à sa vérifiabilité et en les liant à la section « Notes et références ».
Virtual Pro Wrestling 2: Ōdō Keishō est un jeu vidéo de catch sorti en 2000 sur Nintendo 64 uniquement au Japon. Le jeu a été développé par Aki Corporation et édité par Asmik Ace Entertainment. Il fait suite à Virtual Pro Wrestling 64.